# Позориште за децу Крагујевац
| Позориште за децу Крагујевац |                                   |
|                              |                                   |
|                              |                                   |
| Оснивач:                     | Град Крагујевац                   |
| Основана:                    | 2003.                             |
| Седиште:                     | Трг слободе 1 · Крагујевац Србија |
| Директор:                    | Јелена Стојановић Патрногић       |
| Веб презентација             | http://www.pozoristezadecu.com/   |

Позориште за децу Крагујевац је основано 27. јуна 2003. године Одлуком Скупштине града Крагујевца, са циљем задовољења потреба деце за јединственим местом где би се неговало стваралаштво за децу у Крагујевцу.
Од 1. јануара 2004. године Позориште има статус правног лица и уједно представља најмлађе Позориште те врсте у Србији.
Од почетка свог постојања Позориште је смештено у згради Дома синдиката. Потпуна реконструкција Позоришта урађена је 2008. године и од тада Позориште има 303 места за публику и сцену опремљену оптималном сценском техником. Иако је препознатљиво по луткарским представама, 5. новембра 2009. године добија и вечерњу сцену „Сцена 303”, намењену ученицима средњих школа и студентима. Омладинском сценом заокружује се програмска концепција најмлађег глумишта у граду.
До 2017. године Позориште је реализовало 32 премијерe, углавном луткарских представа, а остало су драмске представе за децу предшколског и школског узраста. Годишње се у просеку одигра око 170 представа којима присуствује преко 40.000 посетилаца. 
Поред основне делатности, припреме и извођења представа из сопственог репертоара, Позориште за децу Крагујевац је сачувало традицију организовања Међународног луткарског фестивала „Златна искра” на коме из године у годину учешће узима све више водећих светских позоришта.
Осим Међународног луткарског фестивала „Златна искра”, организује „Фестивалчић”, смотру драмско-луткарског стваралаштва предшколских установа и „Искрицу”, фестивал драмско-луткарских радионица основних школа Крагујевца.
Захваљујући квалитету представа, Позориште је учествовало на бројним домаћим и међународним луткарским фестивалима и до сада је освојило 42 награде.